# Алчин, Бриджит
Бриджит Алчин (10 февраля 1927 — 27 июня 2017) — археолог, специализирующийся в области археологии Южной Азии, из большого количества опубликованных ею работ часть была написана в соавторстве с супругом Ф. Раймондом Алчином (1923—2010).

## Биография
Бриджит Гордон родилась в Оксфорде 10 февраля 1927 года. Она была дочерью майора медицинской службы индийской армии Стивена Гордона и его жены Элси (урожденной Кокс). Родившись в Оксфорде, Бриджит выросла на ферме в Галлоуэе в низменной Шотландии, которой она в основном управляла вместе с матерью во время Второй мировой войны с помощью военнопленных. Бриджит начала увлекаться изучением истории в Университетском колледже Лондона, но в конце первого курса уехала в Южную Африку, потому что ее родители решили эмигрировать. Заинтересовавшись культурой соседнего Басутоленда, Бриджит убедила родителей позволить ей покинуть ферму и возобновить учебу. Поступив в университет Кейптауна, она стала изучать африканистику, научилась говорить на языке сесото и брала уроки пилотирования.
Ее преподавателями были профессор Исааком Шапира и доктором А. Дж. Х. Гудвин, Бриджит стала специализироваться в истории южноафриканского каменного века, но решила вернуться в Англию и в 1950 году стала доктором философии в Институте археологии под руководством профессора Фредерика Зойнера, чтобы расширить свои знания о промышленности Старого Света. В 1950 году Бриджит познакомилась с коллегой-аспирантом Раймондом Олчином и вышла замуж за него в марте 1951 года.

## Научные изыскания
Впервые отправились в Индию вместе с Раймондом в 1951 году, Бриджит добивалась выдающихся успехов в изучении доисторической Южной Азии. Она была первопроходцем среди женщин-полевых археологов в Южной Азии. Исследования и публикации Бриджит должны были охватить всю Южную Азию от Афганистана до Шри-Ланки. Поначалу усилия Бриджит были направлены на поддержку полевых работ Рэймонда, но она сумела успешно собрать средства и создала ряд инновационных полевых проектов. Это включало руководство полевыми работами в пустыне Тар с профессором К. Т. М. Хегде из Университета Бароды и профессором Эндрю Гауди из Оксфордского университета. Впоследствии Бриджит установила связи с пакистанской Геологической службой, результатом которого стало обследование плато Потвар под руководством профессоров Робина Деннелла и Хелен Ренделла для поиска палеолитических индустрий во время второго этапа Британской археологической миссии в Пакистан.
Будучи независимым автором и самостоятельным исследователем, она опубликовала книгу англ. "The Stone-Tipped Arrow: a Study of Late Stone Age Cultures of the Tropical Regions of the Old World" (1966) («Стрела с каменным наконечником: исследование культур позднего каменного века тропических регионов Старого Света» (1966), англ. "The Prehistory and Palaeography of the Great Indian Desert" («Предыстория и палеография великой индийской пустыни» (совместно с Эндрю гуди и К. Т. М. Хегде: 1978) и англ. "Traditions: Studies in the Ethnoarchaeology of South Asia" («Живые традиции: исследования в Этноархеологии Южной Азии» (1994).
Кроме этого Бриджит более десяти лет занимала должность редактора-основателя журнала «Южноазиатские исследования», была членом общества антикваров и членом Вольфсон-колледжа в Кембридже. Она была попечителем-основателем Фонда Древней Индии и Ирана, его секретарем и председателем, а также членом-учредителем и генеральным секретарем Европейской ассоциации археологов Южной Азии, редактируя ряд ее трудов.
Она умерла в Норвиче 27 июня 2017 года в возрасте 90 лет. У Бриджит было двое детей — Сушила и Уильям.

## Награды и память
Алчин была награждена золотой медалью Королевского Азиатского общества в 2014 году за свою ведущую работу в Южной Азии. Проводится ежегодный Алчинский симпозиум по археологии Южной Азии, названный так в честь Бриджит и ее мужа.

## Избранные произведения
- The Stone Tipped Arrow (1966)
- The Prehistory and Palaeogeography of the Great Indian Desert (1978)
- The Rise of Civilization in India and Pakistan (1982) with F. Raymond Allchin
- From the Oxus to Mysore in 1951: The Start of a Great Partnership in Indian Scholarship (Hardinge Simpole, 2012) with F. Raymond AllchinJoint publications